# メトロジェット (香港の航空会社)

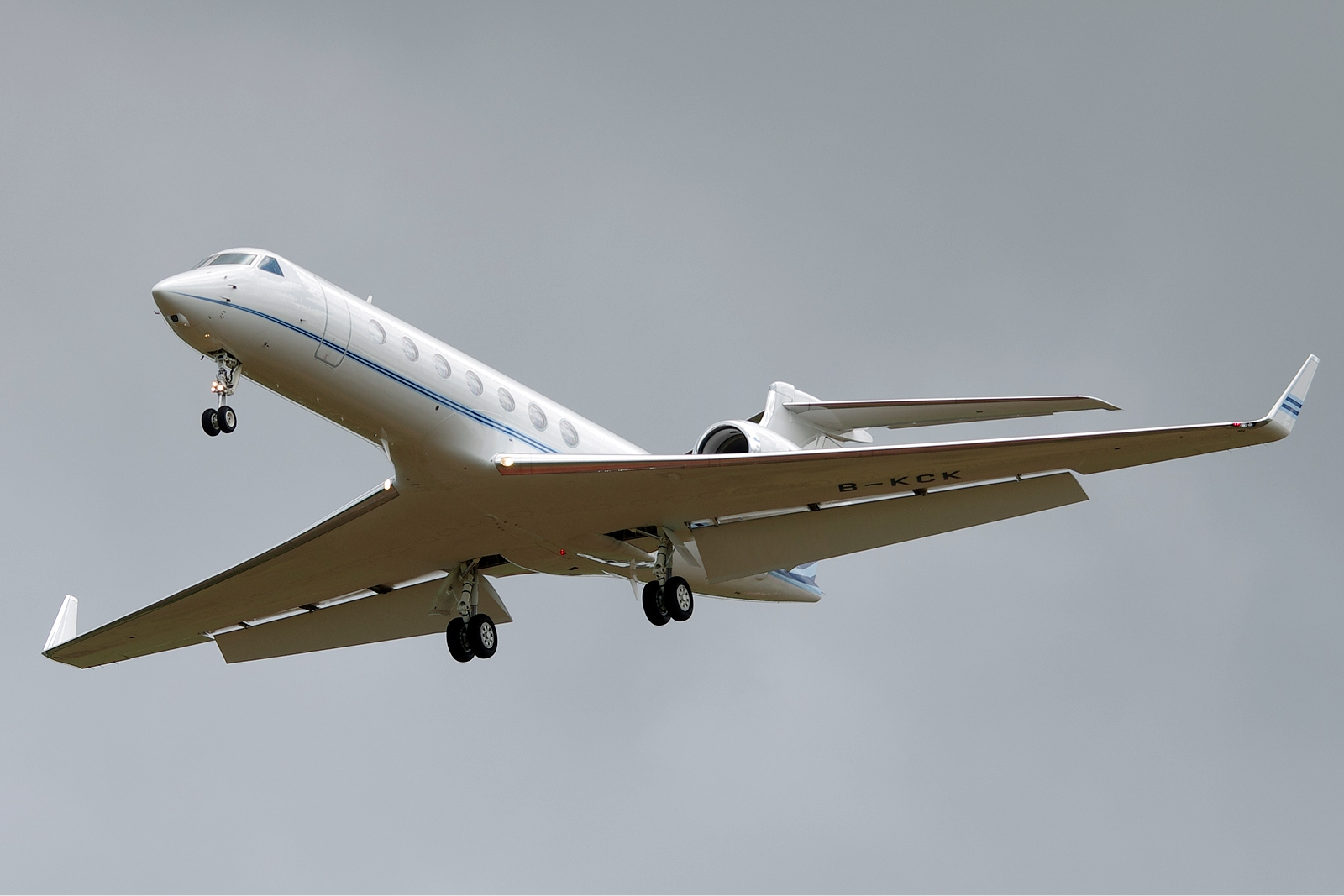
メトロジェットのガルフストリーム G550 DRW

メトロジェット（Metrojet、中国語: 美捷香港商用飛機）は、香港に拠点を置く、商用航空サービス会社で、航空機の管理運用や、チャーター、整備、共同所有、売買に際しての検査、登録手続き、乗員の管理、法規制への対処などを幅広く手がけている。

メトロジェットは、アメリカ合衆国の連邦航空局の認定を受けた修理事業者、香港CAD145整備組織であり、他の国々からの認定も数多く受けており、中国、マカオ、台湾、タイ、インドネシア、カナダ、バミューダ諸島、ケイマン諸島、マン島で登録された航空機の整備が認められている。

## 歴史
メトロジェットは、CLPホールディングスやペニンシュラ・ホテルズなどを傘下にもつカドーリー・グループの一員である。このグループは、1978年にヘリサービシズを、1995年にメトロジェットを創業し、この地域における商用航空事業において30年以上の経験を重ねている。

## 本社
本社は、東涌のシティゲイト1号棟1301-1306号室に置かれている。以前は同じ棟の608号室にあった。さらに以前には、湾仔のチャイナ・ホンコン・タワー（中港大廈）の9階にあった。

## 運行機材
メトロジェットは、30機以上の航空機を地域的に運航しており、その中には、ボンバルディアのチャレンジャー 604、605、グローバル・エクスプレス、グローバル 5000 や、ガルフストリームのG200、G450、GV、G550、セスナのソヴリン、エンブラエルのレガシー600、 650、Lineage 1000、ボーイングのBoeing Business Jet (BBJ)などが含まれている。メトロジェットは、他の地域航空会社や、航空機や、一時的に立ち寄った航空機への整備支援も提供している。

## 事業内容

### 航空機チャーター
メトロジェットはアジア全域を中心に、プライベート・ジェットのチャーターに応じている。頻繁な移動が必要な顧客には、ブロック・チャーターにも応じている。

### 機材の整備
メトロジェットは、ガルフストリームの認定修理施設であり、ボンバルディアの認定サービス施設でもあり、エンブラエルのレガシー600、 650およびLineage 1000シリーズの認定サービスセンターとなっている。さらに、ホーカーの700/800/900シリーズ、4000　(LSC)、987 (LSC) や、セスナ サイテーション・シリーズ、ボーイングBBJの整備も行なっている。
メトロジェットの整備士たちは、プラット・アンド・ホイットニー、ロールス・ロイス、GE、ハネウェルの航空用エンジンや補助動力装置に関する資格を得ている。また、プラット・アンド・ホイットニーの認定サービス施設/移動修理チームであり、ロールス・ロイス BR700シリーズのエンジンについてロールス・ロイス認定サービス施設となっている。

### 機材管理
メトロジェットは、航空機の登録、認証、検査、回送などに関わる様々な業務をはじめ、航空機の購入支援も行なっている。
また、航空機を直ちに使える状態とするための部門もあり、飛行計画、搭乗員、航空機整備、法的手続き、会計管理、保険、管理や、顧客のもとに航空機が配送されるまでの支援も行なっている。